# جولاندا دی ساوویا

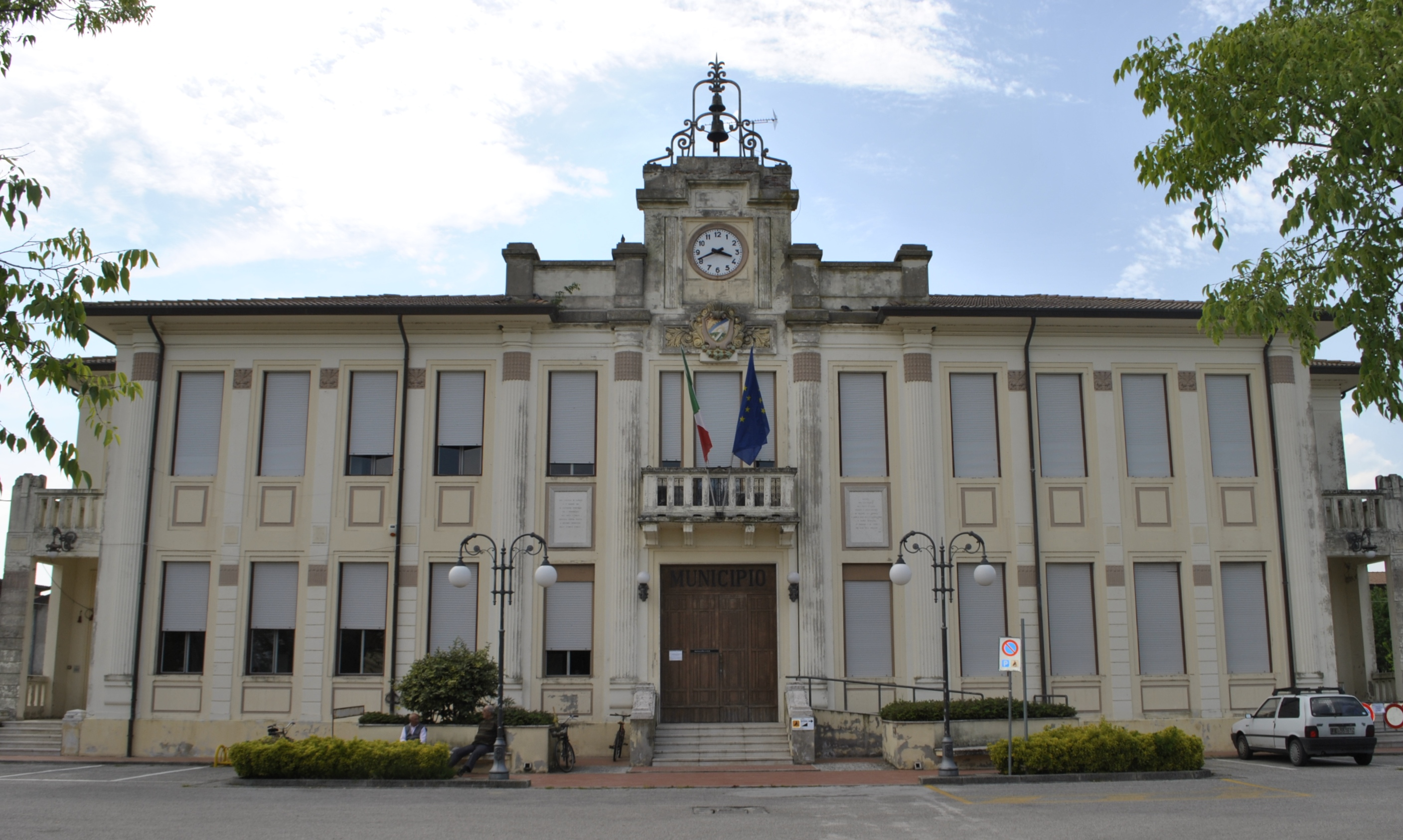
شهرداری جولاندا دی ساوویا

جولاندا دی ساوویا (به ایتالیایی: Jolanda di Savoia) یک کومونه در ایتالیا است که در استان فرارا واقع شده‌است.

## خصوصیات
جولاندا دی ساوویا ۱۰۸٫۱ کیلومترمربع مساحت و ۳٬۱۷۳ نفر جمعیت دارد و -۱ متر بالاتر از سطح دریا واقع شده‌است.